# Microtropis platyphylla
Microtropis platyphylla är en benvedsväxtart som beskrevs av Merrill. Microtropis platyphylla ingår i släktet Microtropis och familjen Celastraceae. Inga underarter finns listade.